# Hüffenhardt
Hüffenhardt település Németországban, azon belül Baden-Württembergben. Lakosainak száma 2085 fő (2023. december 31.).

## Népesség
A település népessége az elmúlt években az alábbi módon változott:
| Lakosok száma | 1829 | 2046 | 2077 | 2091 | 2031 | 2009 | 2085 |
|               | 1975 | 2015 | 2017 | 2019 | 2021 | 2022 | 2023 |